# Dumont (Familienname)
Dumont bzw. DuMont oder du Mont ist ein französischer und deutscher Familienname.

## Herkunft und Bedeutung
Dumont ist ein Wohnstättenname und bedeutet vom Berge.

## Varianten
- DuMond (Dumond)[1]

## Namensträger
- Dumont (Schauspieler), Pseudonym von Jacques Antoine Mussard (1765–1813), schweizerisch-französischer Schauspieler

### A
- Albert Dumont (1842–1884), französischer Archäologe
- Alberto Santos Dumont (1873–1932), brasilianischer Luftschiffer und Erfinder
- Alexis Dumont (1819–1885), deutscher Jurist und Politiker, Bürgermeister von Mainz
- Alfred Dumont (Maler) (1828–1894), Schweizer Maler
- Alfred Neven DuMont (Verleger, 1868) (1868–1940), deutscher Verleger
- Alfred Neven DuMont (Verleger, 1927) (1927–2015), deutscher Verleger
- Alice Neven DuMont (1877–1964), deutsche Frauenrechtlerin
- Allen B. DuMont (1901–1965), US-amerikanischer Erfinder
- André Dumont (1847–1920), belgischer Geologe und Bergbauunternehmer
- André Dumont (Radsportler) (1903–1994), französischer Radrennfahrer
- André Hubert Dumont (1809–1857), belgischer Geologe

- August Neven DuMont (Verleger, 1832) (1832–1896), deutscher Verleger
- August Neven Du Mont (1866–1909), deutscher Maler
- August Neven DuMont (Verleger, 1887) (1887–1965), deutscher Verleger
- Auguste Dumont (1801–1884), französischer Bildhauer, siehe Augustin-Alexandre Dumont
- Auguste Dumont (Journalist) (1816–1885), französischer Journalist und Zeitungsherausgeber
- Augustin-Alexandre Dumont (auch Auguste Dumont; 1801–1884), französischer Bildhauer

### B
- Brigitte Gapais-Dumont (1944–2018), französische Florettfechterin
- Bruno Dumont (* 1958), französischer Filmregisseur

### C
- Carl Dumont (1834–1917), österreichischer Kapellmeister
- Casey Dumont (* 1992), australisch-französische Fußballspielerin
- Cédric Dumont (1916–2007), Schweizer Komponist, Dirigent und Autor
- Charles Dumont (Politiker) (1867–1939), französischer Politiker
- Charles Dumont (Pilot) (1898–1986), französischer Kampfpilot
- Charles Dumont (Komponist) (1929–2024), französischer Sänger und Komponist
- Charles Dumont (Rennfahrer), belgischer Motorradrennfahrer
- Charles Dumont de Sainte Croix (1758–1830), französischer Zoologe
- Christian Dumont (1963–2021), französischer Biathlet
- Christian DuMont Schütte (* 1957), deutscher Verleger
- Clément Dumont (* 1993), französischer Biathlet

### D
- Daniel Dumont (* 1969), deutscher Entwickler von Computerspielen
- Denise Dumont (* 1955), brasilianische Schauspielerin
- Duke Dumont, britischer DJ und Musikproduzent

### E
- Ebenezer Dumont (1814–1871), US-amerikanischer Politiker
- Eduard Neven Du Mont (1859–1924), deutscher Generalleutnant
- Emma Dumont (* 1994), US-amerikanische Schauspielerin, Tänzerin und Model
- Étienne Dumont (1759–1829), Schweizer Jurist und Politiker
- Eugen Dumont (1877–1957), deutscher Schauspieler bei Bühne und Film und ein Theaterregisseur

### F
- Fernand Dumont (Schriftsteller) (1906–1945), belgischer Schriftsteller
- Fernand Dumont (Soziologe) (1927–1997), kanadischer Soziologe und Schriftsteller
- François Dumont (Bildhauer) (1688–1726), französischer Bildhauer
- François Dumont (Maler) (1751–1831), französischer Maler
- Franz Dumont (1945–2012), deutscher Historiker
- Fritz Dumont (* 1878 – † nach 1932), deutscher Jurist und Politiker

### G
- Gabriel Dumont (Theologe) (1680–1748), französischer Theologe
- Gabriel Dumont (Métisführer) (1837–1906), kanadischer Stammesführer
- Gabriel Dumont (Eishockeyspieler) (* 1990), kanadischer Eishockeyspieler
- Gabriel Pierre Martin Dumont (1720–1791), französischer Architekt und Radierer
- Gaston Dumont (1932–1978), luxemburgischer Radrennfahrer
- George Dumont (1650–1705), hessischer Generalmajor
- Georges Louis Marie Dumont de Courset (1746–1824), französischer Botaniker
- Guylaine Dumont (* 1967), kanadische Volleyball- und Beachvolleyballspielerin

### H
- Hedwig Neven DuMont (* 1946), deutsche Wohltäterin
- Henri Dumont (auch Henri du Mont; 1610–1684), belgischer Komponist
- Henri Julien Dumont (1859–1921), französischer Maler
- Hervé Dumont (* 1943), Schweizer Filmwissenschaftler
- Hyacinthe de Gauréault Dumont (auch Du Mont; 1647–1726), französischer Verwalter

### I
- Isabella Neven DuMont (* 1968), deutsche Journalistin und Verlegerin
- Ivy Dumont (* 1930), bahamaische Politikerin

### J
- Jacques Dumont le Romain (1704–1781), französischer Maler, Zeichner und Radierer des Rokoko
- Jean-Pierre Dumont (* 1978), kanadischer Eishockeyspieler
- José Dumont (* 1950), brasilianischer Schauspieler
- Josef Neven DuMont (1857–1915), deutscher Verleger und Politiker
- Joseph DuMont (1811–1861), deutscher Verleger
- Joseph-Léon Dumont (1884–1945), belgischer römisch-katholischer Geistlicher und Märtyrer
- Julie Dumont-Suvanny (1840–1872), österreichische Opernsängerin (Sopran)
- Jules Dumont d’Urville (1790–1842), französischer Polarforscher
- Jürgen Neven-du Mont (1921–1979), deutscher Schriftsteller, Regisseur und Journalist

### K
- Karl Du Mont (1889–1961), deutscher Botschafter und Generalkonsul
- Konstantin Neven DuMont (* 1969), deutscher Verleger
- Kurt Neven DuMont (1902–1967), deutscher Verleger

### L
- Laurence Dumont (* 1958), französische Politikerin
- Léon Dumont (1837–1877), französischer Psychologe und Philosoph
- Louis Dumont (1911–1998), französischer Anthropologe und Ethnologe
- Louis Dumont (Eishockeyspieler) (* 1973), kanadischer Eishockeyspieler
- Louise Dumont (1862–1932), deutsche Schauspielerin und Theaterleiterin
- Lucas Dumont (* 1997), deutscher Eishockeyspieler

### M
- Marcus DuMont (1784–1831), deutscher Verleger
- Marie-Jeanne Dumont (* 1955), französische Architekturhistorikerin
- Mario Dumont (* 1970), kanadischer Politiker
- Margaret Dumont (1882–1965), US-amerikanische Schauspielerin
- Maurice Dumont, französischer Autorennfahrer
- Michel Blanc-Dumont (* 1948), französischer Comiczeichner
- Mireille Dumont (1901–1990), französische Politikerin
- Mirja du Mont (* 1976), deutsche Schauspielerin und Fotomodell

### N
- Nicolas Dumont (Radsportler) (1973–2025), französischer Straßenradrennfahrer
- Nicolas Dumont (Pokerspieler) (* 1986 oder 1987), französischer Pokerspieler
- Nikolaus DuMont (1743–1816), deutscher Politiker

### O
- Olivier Dumont (Spezialeffektkünstler), Spezialeffektkünstler
- Olivier Dumont (Fußballspieler) (* 2002), belgischer Fußballspieler
- Otto Schmitz-Dumont (1899–1982), deutscher Chemiker und Hochschullehrer

### P
- Pierre Dumont (Bildhauer) (um 1650–??), französischer Bildhauer
- Pierre Dumont (Maler) (1884–1936), französischer Maler
- Pierre Dumont (Autor) (1920–1987), französischer Autor und Illustrator
- Pierre Dumont (Romanist) (* 1945), französischer Romanist und Hochschullehrer
- Pierre Dumont (Rennfahrer), belgischer Motorradrennfahrer

### R
- Reinhold Neven DuMont (* 1936), deutscher Verleger
- Rena Dumont (* 1969), deutsche Schauspielerin
- René Dumont (Agrarwissenschaftler) (1904–2001), französischer Agrarwissenschaftler und Soziologe
- René Dumont (Schauspieler) (* 1966), deutscher Schauspieler

### S
- Sarah Dumont (* 1990), US-amerikanische Schauspielerin und Model
- Simon Dumont (* 1986), amerikanischer Freestyleskier
- Sky du Mont (* 1947), deutscher Schauspieler, Synchronsprecher und Autor
- Spiridon Neven DuMont (1967–1995), deutscher Fotograf
- Stéphanie Dumont (* 1968), französische Eisschnellläuferin

### W
- W. Yvon Dumont (* 1951), kanadischer Politiker
- Wolf-Walther du Mont (* 1945), deutscher Chemiker und Hochschullehrer